# Rhinoceros
Rhinoceros — рід однорогих носорогів. Цю наукову назву запропонував шведський систематик Карл Лінней у 1758 році. Рід містить два сучасні види: Rhinoceros unicornis і Rhinoceros sondaicus. Обидва представники перебувають під загрозою зникнення. Слово «rhinoceros» грецького походження, дав.-гр. ῥίς — «ніс», κέρας — «ріг».

## Класифікація
До роду носорогів належать:
- R. unicornis Linnaeus, 1758[1] — Індійський субконтинент
- R. sondaicus Desmarest, 1822[2] — Південно-Східна Азія
- *†R. sivalensis Falconer and Cautley, 1846 — північ індійського субконтиненту (пагорби Сівалік) пліоцен-ранній плейстоцен
- *†R. platyrhinus Falconer and Cautley 1847 syn. Punjabitherium Khan (1971) — пагорби Сівалік, Індійський субконтинент, ранній плейстоцен – ранній середній плейстоцен, Індія. Найбільший вид роду[3].
- †R. sinensis Owen, 1870[4] Використовувався як таксон-сміттєвий кошик[5], який використовувався для позначення матеріалу носорогів з плейстоцену Китаю, причому різні зразки належать до інших видів носорогів, Dicerorhinus і Stephanorhinus[6], хоча можливо, що деякі залишки, приписані Rhinoceros sinensis, представляють дійсний і відмінний вид носорогів[3].

Види "Rhinoceros" philippinensis з раннього середнього плейстоцену на Філіппінах і "Rhinoceros" sinensis hayasakai з раннього-середнього плейстоцену з Тайваню були передані Nesorhinus, які, як видається, тісно пов'язані з Rhinoceros. Тоді як Rhinoceros fusuiensis Yan et al. 2014 з раннього плейстоцену Південного Китаю було передано Dicerorhinus.